# Equivalent de barril de petroli
L'equivalent de barril de petroli, en anglès:barrel of oil equivalent (BOE), és una unitat d'energia que està basada en l'energia aproximada alliberada en cremar un barril (42 US gallons o 158,9873 litres) de petroli cru. El Internal Revenue Service dels Estats Units el defineix com 5,8 × 10⁶ BTU. És un valor necessàriament aproximat, ja que els diversos graus de petroli tenen valor energètics lleugerament diferents.
5,8 × 10⁶ BTU59 °F equival a 6,1178632 × 10⁹ J, uns 6.1 GJ (HHV)
Un BOE és aproximadament equivalent a 1 BOE de gas natural o 58 CCF. El USGS dona 6.000 peus cúbics (170 metres cúbics) de gas natural típic.
Un múltiple del BOE és el kboe o kBOE), que és 1000 vegades més gros.